# Ахмед Хамди-паша
Ахмед Хамди-паша (тур. Ahmed Hamdi Paşa, 1826—1885) — османский государственный деятель XIX века.
С октября 1868 по апрель 1869 Ахмед Хамди-паша был министром вакуфов, с июня по август 1871 — министром финансов, с сентября 1871 по июнь 1872 — губернатором Айдына, с июня 1872 по апрель 1873 — губернатором провинции Дунай, и с апреля 1873 по март 1874 — министром финансов, с марта 1874 по январь 1875 — вновь губернатором Айдына, с января 1875 по апрель 1876 — губернатором Дамаска, с августа 1876 по ноябрь 1877 — казначеем, с ноября 1877 по январь 1878 — министром внутренних дел.
В 1878 году во время русско-турецкой войны султан Абдул-Хамид II назначил его великим визирем, но вскоре, под давлением «новых османов», был вынужден сместить его с этого поста. После этого, с февраля 1878 по август 1880 Ахмед Хамди-паша вновь был губернатором Айдына, а с августа 1880 по сентябрь 1885 — губернатором Дамаска.